# ایشتوگانوو
ایشتوگانوو (انگلیسی: Ishtuganovo) یک شهرک در شهرستان ملئوزوفسکی استان باشقیرستان کشور روسیه است.